# Михаїл (Зінкевич)
Михаї́л (світське ім'я — Зінке́вич Тимофі́й Семе́нович; нар. 9 травня 1966, Лосятин, Тернопільська область) — український релігійний діяч, доктор богослов'я, архієрей Православної церкви України (до 15 грудня 2018 року — Української Православної Церкви Київського Патріархату), митрополит Луцький і Волинський з 18 травня 2004 року. Кавалер Ордена «За заслуги» II та III ступенів, Ордена святого Юрія Переможця та Ордена Святого Рівноапостольного князя Володимира Великого III ступеня.

## Життєпис

### Ранні роки
Тимофій Зінкевич народився в Лосятині, що на Тернопільщині, у глибоко побожній та національно-свідомій родині. Батько хлопця був ковалем, мати — колгоспницею, працювала в ланці. Саме батьки дали Тимофію елементарні біблійні знання наперекір радянській владі, що називала релігію «опіумом для народу». З 1973 по 1982 рік хлопець навчався у Лосятинській восьмирічній школі, а згодом — у Почаївському СПТУ-1, яке успішно закінчив 1984 року, отримавши спеціальність «слюсар електронних виробів і автоматики». Після закінчення навчання був призваний до лав Радянської армії, проходив службу в лавах Військово-морського флоту СРСР. Демобілізувавшись у 1987 році, спробував вступити до світського навчального закладу, однак не зумів та почав працювати в Почаївській лаврі. Оцінивши з середини життя монахів, вирішив бути священником та вже наступного року перебрався до Черкас задля виконання послуху паламаря в місцевій Церкві Різдва Пресвятої Богородиці.
Протягом 1990—1994 років навчався у Санкт-Петербурзькій духовній семінарії, після чого повернувся до України та продовжив здобувати освіту священнослужителя у Київській духовній академії Московського патріархату, яку закінчив 1998 року.

### Початок служіння
Незважаючи на навчання у Росії та духовній академії УПЦ МП, Тимофій Зінкевич обрав служіння в Київському патріархаті. Визначальну роль у цьому, безумовно, зіграв односелець та друг батьків Зінкевича — Митрополит Луцький і Волинський УПЦ КП Яків (Панчук), що вважався серед ієрархів Київського патріархату ледве не рівним Філарету (Денисенку). Саме він першим підтримав Владику Філарета на Харківському Соборі, організованому російськими спецслужбами 1992 року задля зміщення останнього з посади та позбавлення його священного сану. За це насельники Почаївської Лаври, яку очолював єпископ Яків, позбавили його намісництва і оголосили розкольником.
9 жовтня 1997 року Тимофій Зінкевич був рукоположений митрополитом Яковом у сан диякона, а вже наступного дня пострижений у чернецтво з отриманням нового імені — Михаїл, на честь святителя Михаїла, першого митрополита Київського і всієї Русі. 12 жовтня Яків (Панчук) рукопоклав Михаїла на ієромонаха, надавши йому право здійснювати священні таїнства. Протягом 1997—2000 років Михаїл служив у Тернопільському Свято-Троїцькому духовному центрі ім. Данила Галицького, а у 2000 — в Київському Свято-Михайлівському золотоверхому чоловічому монастирі.

### Архієрейське служіння
Цілеспрямованість, особисті якості та тісні зв'язки з Митрополитом Яковом (Панчуком) дозволили Михаїлу зробити доволі стрімку церковну кар'єру. 21 жовтня 2000 року Священний Синод УПЦ КП ухвалив рішення про обрання Михаїла єпископом Сумським і Охтирським. Наступного дня у Володимирському кафедральному соборі Києва його було хіротонізовано на єпископа Сумської єпархії за Божественною літургією, яку очолював сам Патріарх Філарет. 1 листопада 2000 року єпископа Михаїла офіційно призначили керуючим Сумською єпархією.[джерело?]
19 листопада 2002 року, після несподіваної смерті єпископа Никона (Калембера), рішенням Священного Синоду Михаїл був переміщений на Чернігівську кафедру УПЦ КП, отримавши титул єпископа Чернігівського і Ніжинського.
23 січня 2004 року Владику Михаїла було нагороджено Орденом Святого Рівноапостольного князя Володимира Великого III ступеня, а майже за два місяці, 20 березня 2004 року, призначено тимчасово керуючим Сумською єпархією за сумісництвом.

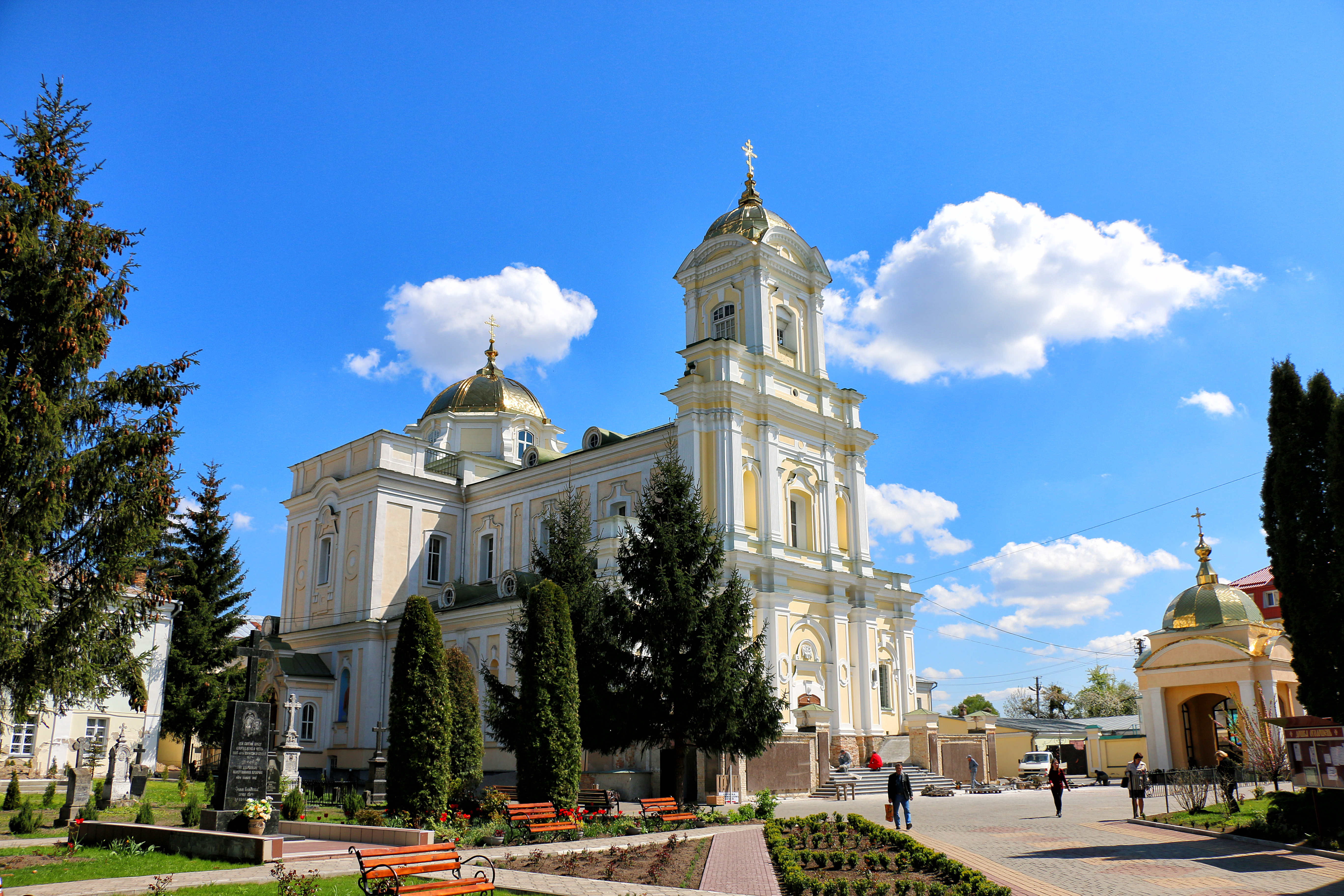
Свято-Троїцький кафедральний собор Волинської єпархії (колишній костел бернардинів)

18 травня того ж року Синод призначив Михаїла (Зінкевича) єпископом Луцьким і Волинським, керуючим Волинською єпархією УПЦ КП, а офіційне представлення на новій посаді Патріархом Філаретом відбулося 31 травня у часі святкування храмового свята кафедрального собору Святої Трійці в Луцьку. Наприкінці року, після початку Помаранчевої революції, Михаїл підтримав демократичні сили на чолі з Віктором Ющенком, що заявляв про прагнення домогтися від Константинопольської церкви автокефалії для УПЦ КП.
Завдяки своїй діяльності Владика Михаїл швидко набирав ваги у церковній ієрархії. 27 липня 2005 року його було включено до складу тимчасових членів Священного Синоду УПЦ КП, а 14 грудня 2006 року нагороджено Орденом святого Юрія Переможця.
Наприкінці 2007 року у митрополита Михаїла виник конфлікт з протоієреєм Іваном Нідзельським, ректором Волинської духовної семінарії та колишнім секретарем єпархіального управління. Протистояння закінчилося звільненням останнього з посади 13 травня 2008 року. Цікаво, що Нідзельський є уродженцем Лосятина, рідного села Владики Михаїла, і за деякими свідченнями родичем митрополита.[джерело?]
22 липня 2008 року, указом Президента України Віктора Ющенка, Михаїла (Зінкевича) було нагороджено Орденом «За заслуги» III ступеня з нагоди 1020-річчя хрещення Київської Русі, а наприкінці того ж року обрано тимчасовим членом Священного Синоду УПЦ КП на 2009 рік.
Михаїл зарекомендував себе дуже енергійним та в дечому навіть жорстким, у позитивному значенні цього слова, керівником. Під його орудою Волинська єпархія стала однією з найбільших та найпотужніших у структурі УПЦ КП. Авторитет та впливовість Владики Михаїла дозволяли йому підтримувати певним чином інші єпархії, де справи йшли гірше, ніж у нього. За часів його управління, окрім значної кількості невеликих храмів, було відкрито жіночий монастир Святого Василія Великого в Луцьку, чоловічий Свято-Успенський монастир у Соколі, Свято-Покровський жіночий монастир у Тростянці, а духовна семінарія отримала статус богословської академії.
2009 року Михаїл (Зінкевич) здобув мирську вищу освіту, закінчивши Тернопільський національний педагогічний університет імені Володимира Гнатюка.[джерело?]
23 січня 2012 року Указом Святійшого Патріарха Філарета архієпископа Михаїла, а також ще чотирьох ієрархів, було возведено у сан Митрополита.
23 жовтня 2014 року Владика Михаїл отримав ступінь доктора філософії у галузі богослів'я за напрямком «Церковна історія». Звання Митрополиту Луцькому і Волинському присвоїли в Ужгородській українській богословській академії імені Святих Кирила і Мефодія. Цей випадок став першим і останнім присвоєнням наукового ступеня архієрею Київського Патріархату навчальним закладом УПЦ МП. Під час урочистої частини, яка відбулася у Соборі Святої Трійці, Високопреосвященний зазначив, що сприймає це як крок до утворення єдиної помісної церкви, однак вже за два місяці академію незаконно ліквідували через тривалу та послідовну політику українізації з боку керівника УУБА архімандрита Віктора (Бедя).
Незважаючи на доволі різкі публічні виступи, Владика Михаїл завжди був прибічником діалогу з представниками інших релігійних напрямків, тож не дивно, що він провадив активну діяльність у складі Волинської ради церков, яка об'єднала під одним дахом сімох представників різних конфесій. ВРЦ неодноразово зверталася до Сейму Республіки Польща щодо вирішення питання Волинської трагедії без звинувачень і навішування ярликів, адже розбратом двох дружніх країн могла скористатися третя сторона. Окрім того, Рада зверталася до вірян Російської Федерації з закликом припинити кровопролиття на сході України та влаштовувала різноманітні благодійні заходи.

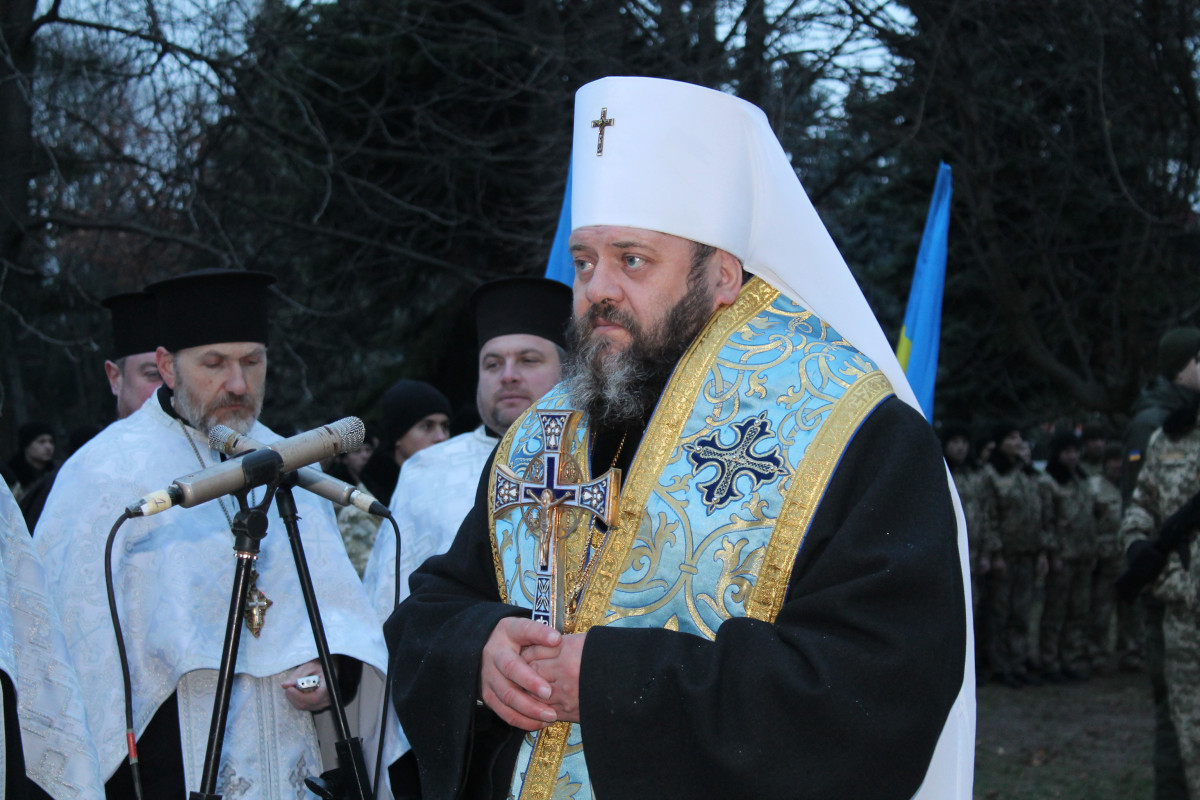
21 листопада 2018 / Митрополит Михаїл на урочистому заході з нагоди Дня Революції Гідності

15 грудня 2015 року митрополита Михаїла було призначено тимчасовим членом Священного Синоду на 2016 рік. За підсумками року Владика потрапив до переліку 10-ти найвпливовіших мешканців Луцька, складеного виданням «Район. Луцьк». Журналісти відзначили талант священнослужителя домовлятися з міськими й обласними чиновниками та вміння залагоджувати конфліктні ситуації.
У квітні 2016 року Митрополиту Михаїлу було довірено доставити до України Благодатний вогонь з Єрусалима, а протягом наступних років він був координатором акції передачі Благодатного вогню у міжнародному аеропорті «Бориспіль».
25 червня 2016 року указом Президента України Петра Порошенка митрополита Михаїла було нагороджено орденом «За заслуги» II ступеня, а у жовтні того ж року відзначено Грамотою Верховної Ради України.
23 січня 2017 року Священний синод УПЦ КП ухвалив рішення відділити чверть парафій та священнослужителів Волинської єпархії задля утворення нової Володимир-Волинської єпархії УПЦ КП, яку очолив єпископ Матфей (Шевчук). Митрополит Михаїл жорстко розкритикував подібне рішення, назвавши його невиправданим, та зазначив, що подібні дії лише послабляють Київський Патріархат. Після розділення єпархій під керівництвом Михаїла залишилося 258 парафій, об'єднаних у 21 деканат (благочиння), 3 монастирі, 257 священнослужителів та 2 братства.[джерело?]
25 травня 2018 року голова Волинської ОДА Олександр Савченко підписав розпорядження про зарахування Митрополита Михаїла до нового складу колегії, що утворюється очільником області задля узгодженого розгляду питань, які належать до компетенції ОДА. Михаїл (Зінкевич) став першим представником релігійної організації, що був удостоєний такого знаку уваги.

### Участь у процесі створення ПЦУ
Будучи одним з найбільш патріотично налаштованих архієреїв УПЦ КП[джерело?], Митрополит Михаїл завжди виступав на підтримку створення єдиної помісної церкви, зазначаючи, що це консолідує людей в середині країни. На його думку, наявність в Україні єдиної церкви, як морального авторитета, цілком могла б запобігти поширенню конфлікта на сході, або ж хоча би пригальмувати його розвиток. За словами Михаїла різниці в богословських, догматичних та інших релігійних питаннях між Київським та Московським патріархатом немає. Є лише різниця в позиціях: Київський патріархат стоїть на державницьких позиціях, а московський — на імперських.[джерело?]
Навесні 2018 року, після звернення Петра Порошенка до Вселенського патріарха Варфоломія І щодо надання українській церкві Томосу, Митрополит Михаїл закликав волинських архієреїв, священників і парафіян УПЦ МП підтримати процес визнання автокефалії Української Церкви:
Згодом Михаїл ще не раз звертався до кліриків Московського патріархату, зазначаючи, що їм не варто боятися об'єднання та втрати свого положення, адже статус кожного єпископа і священика в єдиній помісній Церкві залишиться незмінним, так само, як і мовні та обрядові традиції, притаманні окремим парафіям.
Напередодні Великодня Владика Михаїл провів у луцькому кафедральному соборі Святої Трійці Божественну Літургію зі спеціальними молитовними проханнями та молебень за об'єднання усіх православних українців в одній Церкві. Після цього на Театральному майдані міста відбувся організований ним флешмоб на підтримку визнання української автокефалії, у якому взяли участь декан собору протоієрей Микола Нецькар, представники УАПЦ та парафіяни. По завершенню виступів учасники спільно виконали духовний гімн України «Боже, великий, єдиний».
Під час підготовки до Об'єднавчого собору Української православної церкви, митрополит Луцький і Волинський називався серед основних претендентів на престол у разі відмови Філарета очолити незалежну українську церкву, хоча сам він уникав прямої відповіді на питання чи має намір боротися за посаду Предстоятеля:
13 грудня 2018 року Українська православна церква Київського патріархату провела Архиєрейський собор, на якому обговорили процедуру обрання предстоятеля Православної церкви в Україні, пропозиції до проекту статуту, створеного Синодом Вселенського патріархату, та визначилися з кандидатурою на посаду Голови помісної Церкви в Україні. За інформацією «Української правди» на соборі зібрались близько 40 архієреїв, які шляхом відкритого голосування підтримали кандидатуру митрополита Епіфанія (Думенка), що отримав майже 30 голосів. 12 архієреїв підтримали митрополита Луцького і Волинського Михаїла.
Попри поразку на Архиєрейському соборі, Владика Михаїл, відчуваючи підтримку значної кількості архієреїв та зважаючи на конфлікт Епіфанія з духівництвом УАПЦ, вирішив поборотися за посаду очільника об'єднаної церкви самостійно. Існувала також думка, що саме Михаїл був фаворитом Вселенського патріархату, де вважали, що кандидат Філарета може зайняти занадто нейтральну позицію в протистоянні з РПЦ.

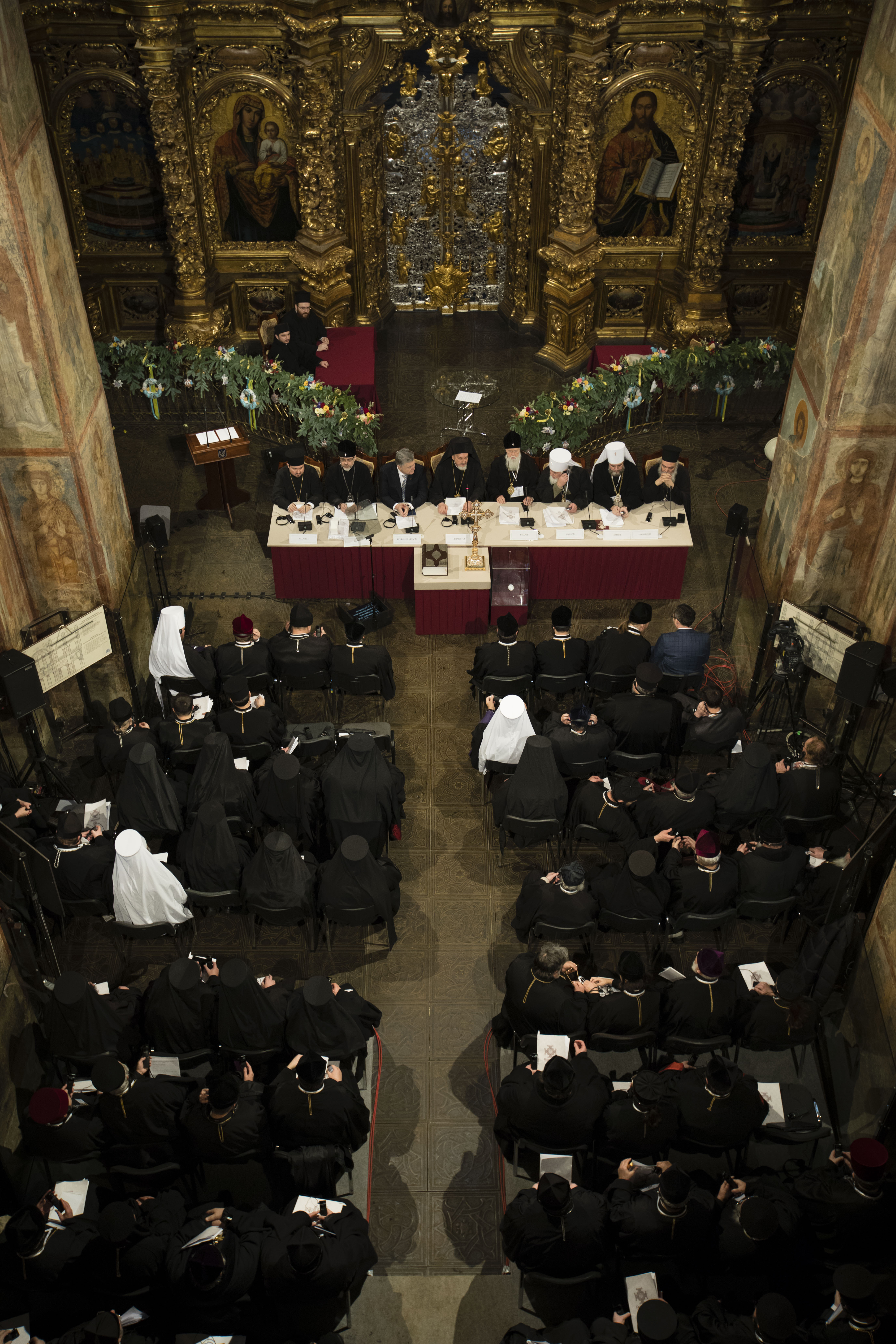
Об'єднавчий Собор ПЦУ

 Згідно з умовами проведення Об'єднавчого Собору, кожен з архієреїв мав право взяти з собою по одному представнику від громадськості та духовенства, що голосували б виключно у першому турі. Разом з митрополитом Михаїлом делегатами від Волинської єпархії УПЦ КП стали канцлер єпархії протоієрей Микола (Цап) та депутат Волинської обласної ради Микола Буліга.
15 грудня, під час першого туру Об'єднавчого Собору православних церков України, Зінкевич набрав майже рівну кількість голосів з двома іншими кандидатами — митрополитом Епіфанієм та митрополитом Симеоном (за інформацією релігієзнавця Олександра Сагана, що також був учасником Собору, Михаїл (Зінкевич) набрав 38 голосів, Симеон (Шостацький) — 56, а Епіфаній (Думенко) — 81), однак під тиском патріарха Філарета вирішив зняти свою кандидатуру, аби не зірвати проведення Собору. Інший делегат з'їзду, Микола Буліга, згодом зазначив, що таку кількість голосів митрополит Михаїл набрав вже після того, як стало відомо, що він зніматиме свою кандидатуру.
Деякі ЗМІ повідомляли, що на рішення Михаїла вплинув Президент Петро Порошенко, однак згодом Митрополит сам заперечив це.

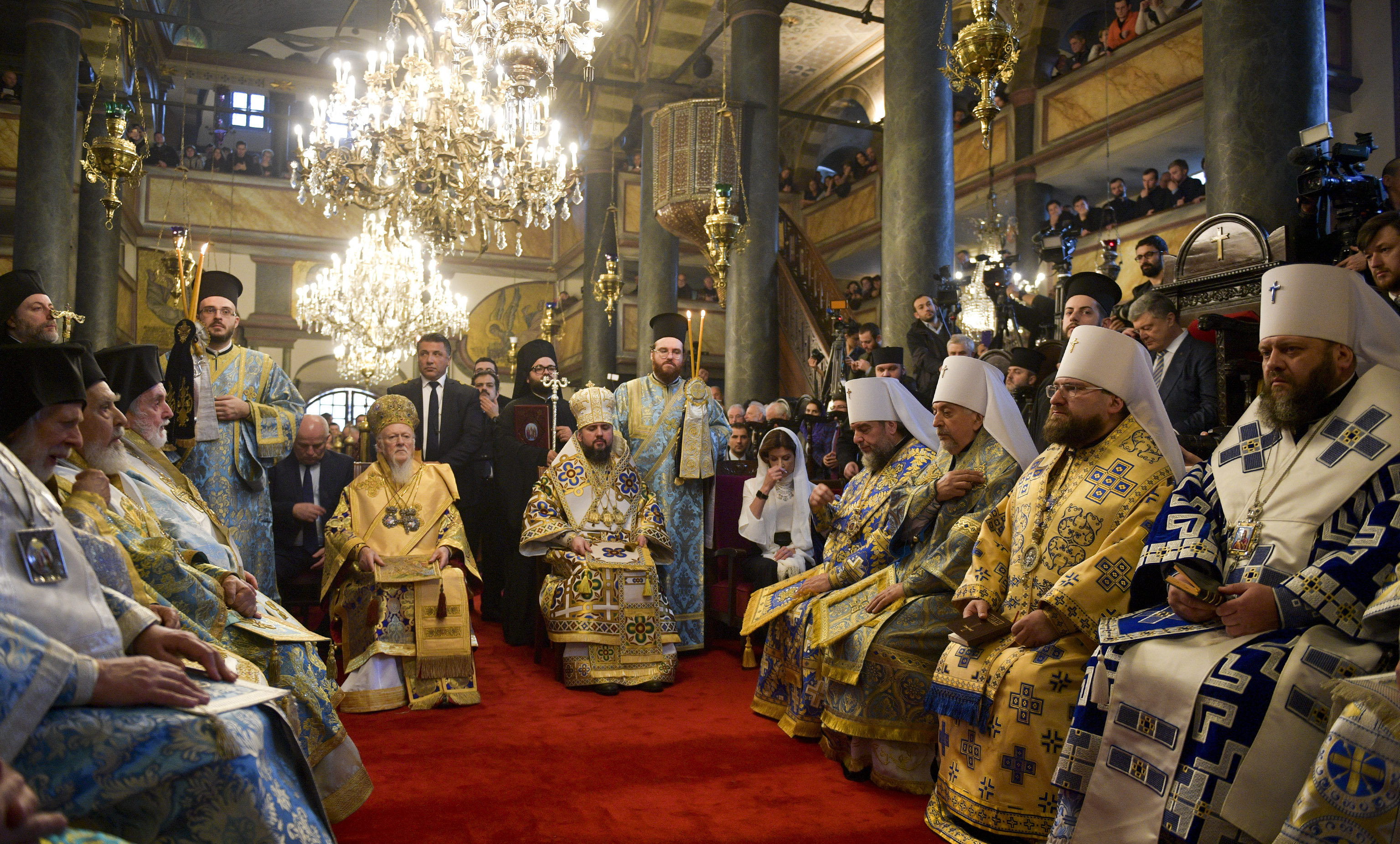
У складі делегації на церемонії підписання Томоса

За словами Михаїла, єпископат вступився за нього, вмовляючи йти до кінця та не реагувати на ультиматуми, а представники УАПЦ та УПЦ МП навіть зажадали залишити Собор, однак сам Михаїл вирішив пожертвувати власними амбіціями заради якомога швидшого створення помісної церкви. Патріарх Філарет у відповідь на звинувачення Михаїла зазначив, що його не шантажували, а лиш вмовляли задля збереження єдності.
Після закінчення Собору значний резонанс викликала заява Михаїла щодо амбіцій боротися за посаду намісника ПЦУ й надалі, адже в разі смерті чи добровільної відмови Предстоятеля вибори можуть відбутися у будь-який час, і молодий вік Епіфанія, мовляв, не гарантія того, що він надовго затримається на посаді. Згодом, митрополит Михаїл зазначив, що не бажає Епіфанію нічого злого і просто констатував факти, адже життя — це природний процес, і лише Бог визначає відведений людині вік. Окрім того, він визнав Епіфанія як предстоятеля Православної церкви України та заявив, що не має до нього особистої неприязні, хоча у кожного з них зовсім різне бачення розвитку церкви.
5-6 січня 2019 року брав участь у церемоніях підписання та вручення Томосу про автокефалію Православної церкви України, увійшовши до складу офіційної делегації, що прибула разом з митрополитом Епіфанієм до Константинополя.

### Служіння у ПЦУ
15 січня Президент Петро Порошенко та Святійший Філарет привезли оригінал Томоса до Луцька, де його було продемонстровано усім бажаючим у Свято-Троїцькому кафедральному соборі. Тисячі волинян прийшли на Театральний майдан міста, аби подивитися на документ.

## Звершені хіротонії
Список архієреїв УПЦ КП, у хіротонії яких брав участь архієпископ і митрополит Михаїл:
1. Марк (Левків), єпископ Кіровоградський і Голованівський, хіротонія: 1 лютого 2009, очільник — Філарет (Денисенко)[44].
2. Епіфаній (Думенко), єпископ Вишгородський, вікарій Київської єпархії, хіротонія: 15 листопада 2009, очільник — Філарет (Денисенко)[45].
3. Симеон (Зінкевич), єпископ Дніпропетровський і Павлоградський, хіротонія: 21 листопада 2009, очільник — Філарет (Денисенко)[45].
4. Тихон (Петранюк), єпископ Луганський і Старобільський, хіротонія: 22 листопада 2009, очільник — Філарет (Денисенко)[45].
5. Фотій (Давиденко), єпископ Запорізький і Мелітопольський, хіротонія: 17 грудня 2014, очільник — Філарет (Денисенко)[46].
6. Варсонофій (Руднік), єпископ Ужгородський і Закарпатський, хіронтія: 25 січня 2015, очільник — Філарет (Денисенко)[47].

## Відзнаки та нагороди

### Державні нагороди
- Орден «За заслуги» II ступеня (25 червня 2016) — за значний особистий внесок у державне будівництво, соціально- економічний, науково-технічний, культурно-освітній розвиток України, вагомі трудові здобутки та високий професіоналізм[23]
- Орден «За заслуги» III ступеня (22 липня 2008) — за вагомий особистий внесок у розвиток духовності в Україні, багаторічну плідну церковну діяльність та з нагоди 1020-річчя хрещення Київської Русі[9]
- Грамота Верховної Ради України (16 жовтня 2016) — за заслуги перед українським народом[24]

### Церковні нагороди
- Орден святого Юрія Переможця (14 грудня 2006)[48]
- Орден Святого Рівноапостольного князя Володимира Великого III ступеня (23 січня 2004)[48]
- Орден Архистратига Михаїла I ступеня (24 листопада 2020)[49]

## Родина
- Брат — Зінкевич Анатолій Семенович (26 вересня 1953), український церковний діяч, настоятель Свято-Троїцького собору в Тернополі. Відомий насамперед своїми скандальними вчинками та звинуваченнями у корупції. Митрополит Мефодій (Кудряков) зазначав, що у 1994 році Анатолій Зінкевич називав УАПЦ «бандерівською, кооперативною церквою», а Патріарха Мстислава (Скрипника) — прислужником фашистів. У інтерв'ю журналу Московської патріархії він скаржився на переслідування і погрози з боку проукраїнського священства та заявляв, що вірний «истинной церкви», з якої його згодом вигнали[50]. Значно пізніше, на мітингу під Тернопільською ОДА, що відбувся у 2010 році, отець Анатолій публічно засуджував прояви гомосексуальності, вживаючи для характеристики представників сексуальних меншин ненормативну лексику[51]. У квітні 2012 року його та підпорядкованих йому священників було виключено з Тернопільської єпархії УПЦ КП через деструктивні дії та лжесвідчення[52]. У червні 2016 року Зінкевича зловили на порушенні ПДР, однак священник відмовився сплатити штраф і просто поїхав з місця події[53]. За два місяці потому камери спостереження зафіксували, як отець Анатолій купував церковне начиння в крамниці Києво-Печерської лаври, що підпорядковувалася УПЦ Московського патріархату[54]. Цей вчинок мав негативний вплив і на репутацію Митрополита Михаїла, який дещо раніше заявляв, що кожна свічка, придбана в храмі Московського патріархату — це патрон, куплений для вбивства власних дітей[55]. 2017 року отець Анатолій був замішаний одразу в декількох гучних корупційних скандалах. Спочатку його звинуватили у незаконному захопленні земель парку Національного відродження в Тернополі[56], а згодом — у облаштуванні комерційного стоматологічного кабінету на території храму[57]. Анатолій Зінкевич у відповідь на це зауважив, що стоматологія є одним з напрямків соціальної програми церкви[58].
- Племінник — Зінкевич Олег Анатолійович, більше відомий як митрополит Симеон (5 травня 1979), український церковний діяч, очільник Дніпропетровської єпархії УПЦ КП. Рукопокладений на ієрарха Патріархом Філаретом 21 листопада 2009 року. Участь у хіронтії племінника брав архієпископ Луцький і Волинський Михаїл (Зінкевич)[45]. 13 травня 2012 року рішенням Священного Синоду єпископа Симеона було заборонено у священнослужінні за незаконне звершення хіронтії та нагородження духовенства у Свято-Троїцькому соборі Тернопільсько-Кременецької єпархії, настоятелем якого був батько єпископа, протоїєрей Анатолій Зінкевич. Місцем перебування на покаянні було визначено Видубицький монастир у Києві[59]. 1 червня того ж року на засіданні Синоду УПЦ КП було повідомлено про розкаяння Владики Симеона у порушенні архієрейської присяги та зняття заборони у священнослужінні[60].

## Патріотична позиція

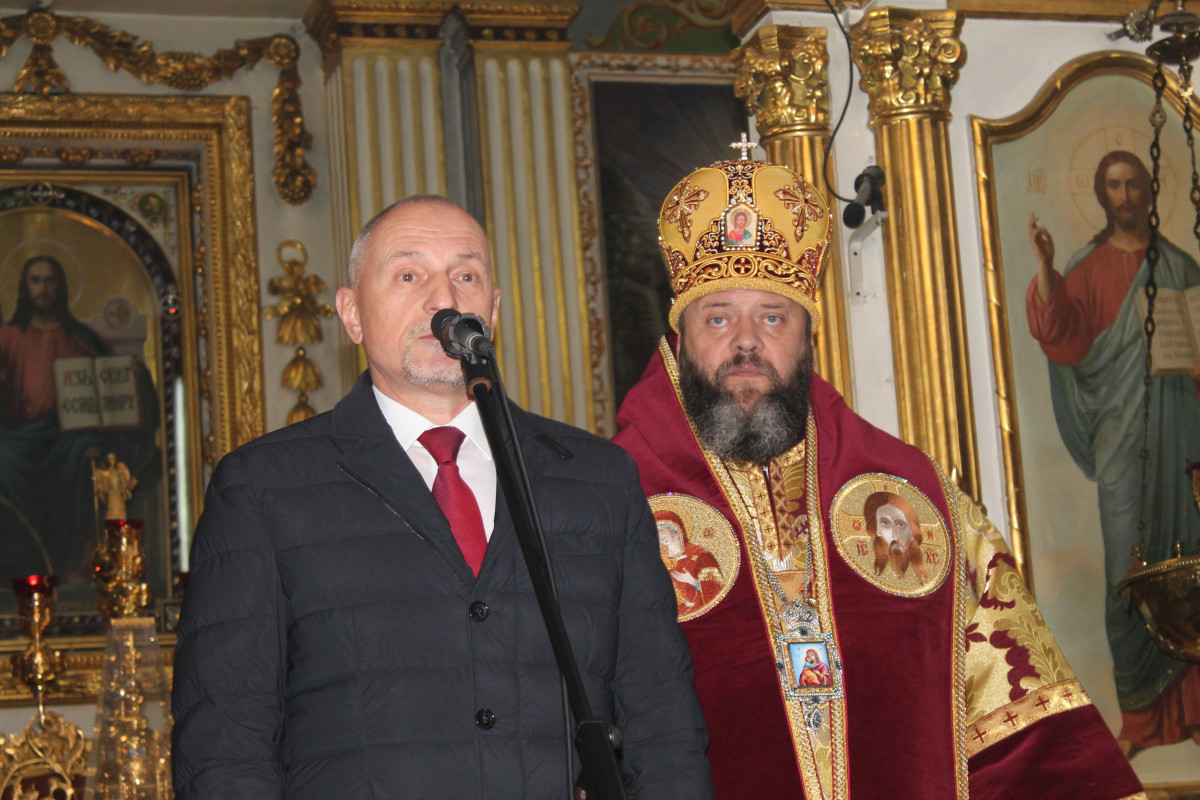
14 жовтня 2018 / Митрополит Михаїл та Голова Волинської ОДА О.Савченко під час заходів з нагоди Дня захисника України

- Під час війни на сході України Владика Михаїл особисто відспівував усіх загиблих добровольців та учасників АТО, що належали до його єпархії, навіть попри те, що дехто з них був баптистом.
- 15 червня 2014 року під час проповіді звинуватив священників Московського патріархату в тому, що після їх відвідин корвета «Луцьк» та «підбадьорювання» моряків, команда судна здалася ворогу вже наступного дня[61].
- Після того, як Синод УПЦ МП юридично визнав анексований Крим частиною Росії та передав свої кримські єпархії РПЦ, митрополит Михаїл у зверненні до волинян назвав священників Московського патріархату сепаратистами у рясах, що прикриваються Богом. Дісталося й місцевій владі, яку він звинуватив у двуличності та закликав визначитися з Христом вони чи з антихристом, з Україною чи проти неї[62]. У відповідь на звинувачення Волинська єпархія УПЦ МП зажадала від Митрополита вибачень та пригрозила судовим позовом за наклеп та розпалювання міжконфесійної ворожнечі[63].
- У січні 2015 року Митрополит Михаїл став ініціатором спільної заяви очільників усіх Церков та конфесій Волинської області на підтримку мобілізації до Збройних сил України[64].
- У березні 2015 року разом з вихованцями Волинської православної богословської академії здавав кров для потреб поранених в АТО[65].
- Найбільшого резонансу досягла промова Михаїла в листопаді 2015 року, під час якої він заявив, що Бог не чує тих, хто молиться мовою окупанта, а кожна свічка, придбана в храмі Московського патріархату — це патрон, куплений для вбивства власних дітей. Наприкінці проповіді митрополит додав, що Україна буде жити вічно, а тих, хто дивиться на північ ми поховаємо, як поховали багатьох раніше[55].
- Неодноразово брав участь у відвідуванні військових частин на Волині[66][67] та в зоні бойових дій[68], нагородженні воїнів[69] та організації заходів за участю дітей учасників АТО[70].
- У листопаді 2018 року під час жалобних заходів з вшанування пам'яті жертв Голодомору Владика Михаїл заявив, що агресія Кремля та поширення ідеології на знищення України будуть повторюватися доти, доки українці не засвоять уроків історії та не передадуть їх своїм нащадкам[71].

## Скандальні епізоди
- 24 грудня 2015 року громадські активісти обурилися через невідоме будівництво на території кладовища, що розташоване біля головного храму Волинської єпархії УПК КП — Свято-Троїцького собору. На цвинтарі було вирито котлован та залито бетонні сваї, хоча документів та дозволів на проведення робіт у церкви не було[72]. Жодних пояснень від представників УПЦ КП отримати не вдалося, після чого представники ЗМІ звернулися до очільника Волинської області Володимира Гунчика з проханням відреагувати на незаконні роботи на пам'ятках національного значення. Голова ОДА, своєю чергою, звернувся до прокуратури із вимогою втрутитися в ситуацію. Активісти запевняли, що адміністрація єпархії намагається незаконно збудувати альтанку для весільних фотосесій[73]. Владика Михаїл відповів на закиди громадськості лише 7 лютого 2016 року, пояснивши, що на місці, де відбуваються роботи, в майбутньому спорудять пам'ятник Героям АТО та зниклим безвісти на Сході[74]. Раніше, ще влітку 2015 року, ініціативна група громадян піднімала питання зникнення з цвинтару історичних огорож ХІХ сторіччя, однак згодом з'ясувалося, що їх передали на зберігання до історико-культурного заповідника «Старий Луцьк»[73].
- На звинувачення щодо користування занадто дорогим, як для священника, засобом пересування, Владика Михаїл відповів, що Chrysler 300C йому подарували симпатики церкви і жодної гривні на його придбання не було взято з пожертв вірян. Окрім того, Митрополит відзначив, що проводить дуже багато часу в дорогі й пересуватися дешевшим автомобілем йому було б незручно[75]. Цікаво, що такий самий автомобіль має й брат Владики Михаїла, отець Анатолій (Зінкевич)[76].
- Наприкінці травня 2017 року керівник видавництва «Ініціал» Віктор Федосюк заявив, що попри чинну орендну угоду приміщення в будівлі колишнього монастиря бернардинів, Митрополит Михаїл уклав аналогічний договір зі «Спілкою воїнів АТО Волині», хоча видавництво сумлінно виконувало свої зобов'язання і навіть допомагало єпархії з виданням газети. За словами Федосюка, церковне керівництво руками семінаристів винесло з приміщення увесь архів видавництва та звинуватило «Ініціал» у боротьбі з українською церквою[77]. Депутат Луцької міськради Павло Данильчук зауважив, що Владика Михаїла своїми необдуманими діями намагається «стравити» патріотичні середовища[78]. Натомість сам Митрополит зазначив, що його цікавлять виключно інтереси монастиря та його насельників і він не збирається допомагати бізнесменам, які не бажають сплачувати за своє перебування у будівлі, тож виконує розпорядження Патріарха Філарета про виселення видавництва зі стін монастиря[79].

## Цікаві факти
- Митрополит Михаїл брав участь у чернечих постригах одразу декількох священнослужителів, що згодом стали намісниками різних єпархій УПЦ КП. Так 24 лютого 2002 року він постриг у рясофор з ім'ям Афанасій Бориса Яворського[80] — майбутнього керуючого Луганською єпархією, 17 квітня 2003 року, будучи єпископом Чернігівським і Ніжинським, Михаїл постриг у ченці Михайла Левківа, що за 6 років став єпископом Кіровоградським і Голованівським Марком[44], а 2007 року з ім'ям Симеон постриг у монахи рідного племінника[81], який очолив Дніпропетровську єпархію УПЦ КП.
- 29 березня 2010 року відправив перший у історії УПЦ КП чин постригу у велику схиму, який прийняла насельниця жіночого монастиря Святого Василія Великого Ксенія (Кирилюк). По прийняттю схими жінка отримала нове ім'я — Єва[82].
- У серпні 2015 року Владика Михаїл у Кафедральному соборі Святої Трійці відспівував загиблого народного депутата від групи «Воля народу» Ігоря Єремеєва[83].
- 3 квітня 2018 року Михаїл (Зінкевич) направив листа до виконувача обов'язків Луцького міського голови Григорія Пустовіта з пропозицією перенести святкування Дня міста з 24 серпня на 22 травня, або найближчі до цієї дати вихідні, приурочивши святкування до Дня Літнього Миколая[84].
- 15 квітня 2018 року Митрополит Михаїл з благословення Святійшого Патріарха Київського і всієї Руси-України Філарета висвятив на диякона уродженця Техасу Даниїла Терразаса, що на той момент був оперним співаком Opera Philadelphia[85].
- У листопаді 2018 року оплатив операцію з заміни кришталика ока 74-річному переселенцю з Алчевська[86].
- У грудні 2018 року Митрополит Михаїл розповів, що представники його єпархії активно працюють над впровадженням «дитячої церкви», яка мала б вирішити деякі нагальні соціальні питання, зокрема підтримку матерів-одиначок та жінок, що страждають на післяпологову депресію. Окрім того, свічниці при «дитячих храмах» мали б виконувати роль нянь, з якими можна залишити дитину та піти у справах. Храми планується обладнати камерами відеоспостереження, завдяки яким мами зможуть спостерігати за дітьми в онлайн-режимі[87].
- 3 червня 2021 року митрополиту Луцькому і Волинському Михаїлу вручили посвідчення журналіста. Урочисте зарахування священнослужителя до лав Національної спілки журналістів України відбулося під час молитви за журналістів у Свято-Троїцькому кафедральному соборі. Представники НСЖУ вручили Михаїлу посвідчення і значок[88].

## Вибрані статті
- Митрополит Михаїл (Тимофій Зінкевич). Громадянська релігія у світлі порівняльного аналізу. // Українське релігієзнавство. — 2017. — № 83. — С. 18-26. Архівовано з джерела 29 грудня 2018. Процитовано 29 грудня 2018.
- Митрополит Михаїл (Тимофій Зінкевич). Начала і сутність громадянської релігії // Українське релігієзнавство. — 2016. — № 77. — С. 11-17. Архівовано з джерела 29 грудня 2018. Процитовано 29 грудня 2018.
- Митрополит Михаїл (Тимофій Зінкевич). Зародкові ідеї громадянської релігії у «Повісті минулих літ» // Релігія і Соціум. — 2016. — № 3-4 (23-24). — С. 265-271. Архівовано з джерела 30 грудня 2018. Процитовано 29 грудня 2018.
- Митрополит Михаїл (Тимофій Зінкевич). Уявлення митрополита Іларіона про сакральність руської державності // Релігія і Соціум. — 2016. — № 1-2 (21-22). — С. 204-213. Архівовано з джерела 30 грудня 2018. Процитовано 23 квітня 2022.
- Митрополит Михаїл (Тимофій Зінкевич). Християнська мораль як основа діяльності сучасного товариства «Просвіта» // Науковий вісник Східноєвропейського національного університету імені Лесі Українки. Історичні науки. — 2016. — № 3(328). — С. 168-171.
- Митрополит Михаїл (Тимофій Зінкевич). «Слово про закон і благодать» митрополита Іларіона: сакральний вимір Руської державності // Волинський благовісник. — 2013. — № 1. — С. 9-12. Архівовано з джерела 6 березня 2022. Процитовано 23 квітня 2022.